# Osiedle Gryfitów (Police)
Osiedle Gryfitów – osiedle Polic położone między osiedlami Stare Miasto, Osiedlem Dąbrówka, Osiedlem Księcia Bogusława X i Osiedlem Anny Jagiellonki. Jest częścią polickiego wielkiego zespołu mieszkaniowego. Nazwa upamiętnia dynastię Gryfitów.

## Charakterystyka
Przy ul. Tanowskiej znajduje się Starostwo Powiatu Polickiego, Komenda Powiatowa Państwowej Straży Pożarnej i cmentarz komunalny, przy ul. Wróblewskiego – hotel Dobosz a przy ul. Siedleckiej – szpital (Pomorski Uniwersytet Medyczny w Szczecinie), basen kąpielowy, stadion sportowy przy ul. Siedleckiej, Miejski Ośrodek Kultury z Galerią Historyczną Polic, Galerią „Obok” i kinem. Południową granicę osiedla stanowi Skwer Jana Pawła II. Przez fragment Puszczy Wkrzańskiej prowadzi Ekologiczna Ścieżka Rekreacyjno-Dydaktyczna. Przy ul. Fabrycznej mieści się zajezdnia Szczecińsko-Polickiego Przedsiębiorstwa Komunikacyjnego.

### Główne ulice
- Piłsudskiego
- Siedlecka
- Wróblewskiego
- Chodkiewicza

## Szlaki w Puszczy Wkrzańskiej
- Szlak Policki ze Starego Miasta przez las Puszczy Wkrzańskiej w północnej części Osiedla Gryfitów w kierunku wschodnim przez Trzeszczyn i Stare Leśno do Bartoszewa
- Szlak „Puszcza Wkrzańska”

## Galeria

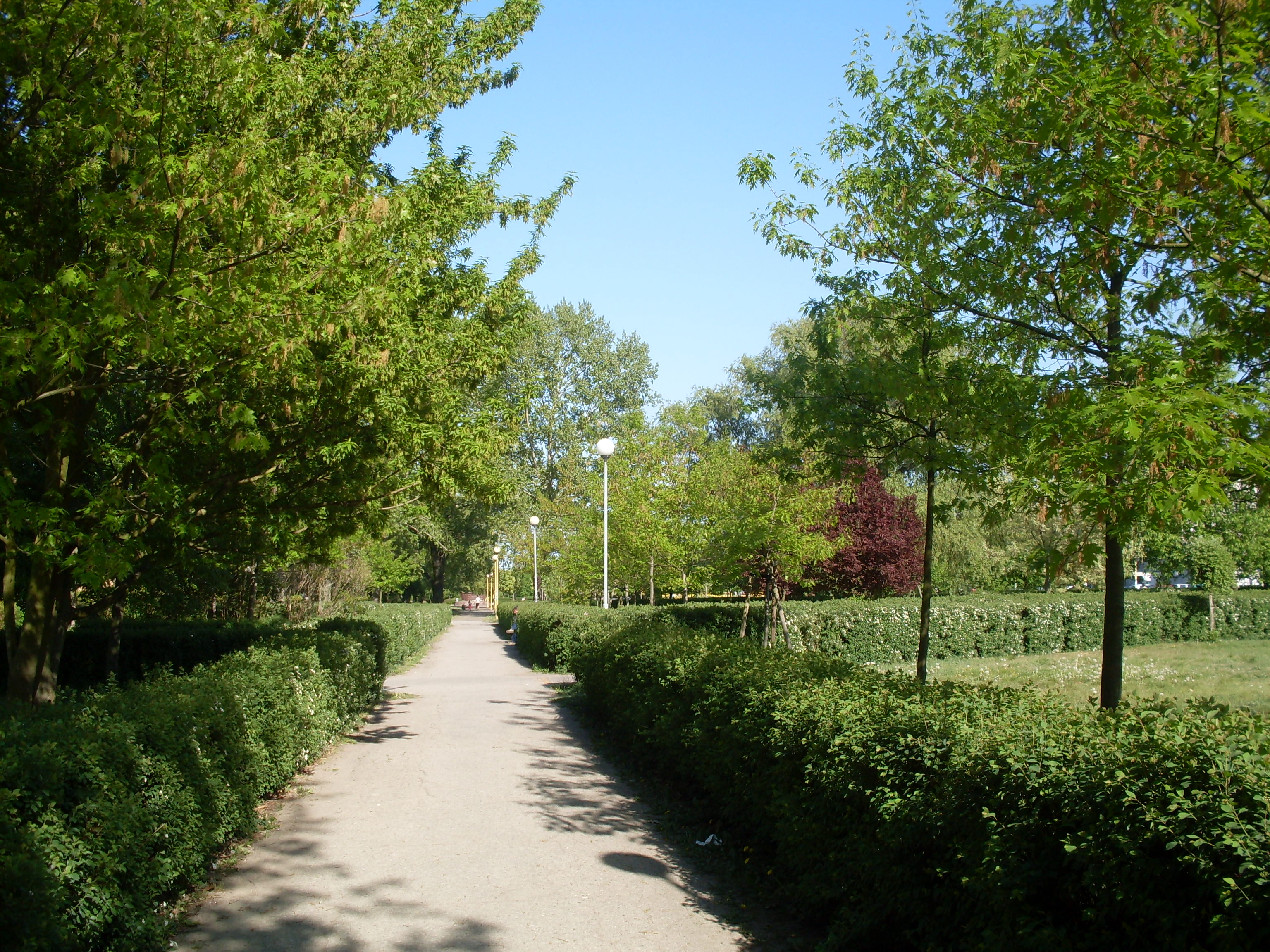
Skwer Jana Pawła II przy ul. Piłsudskiego w Policach
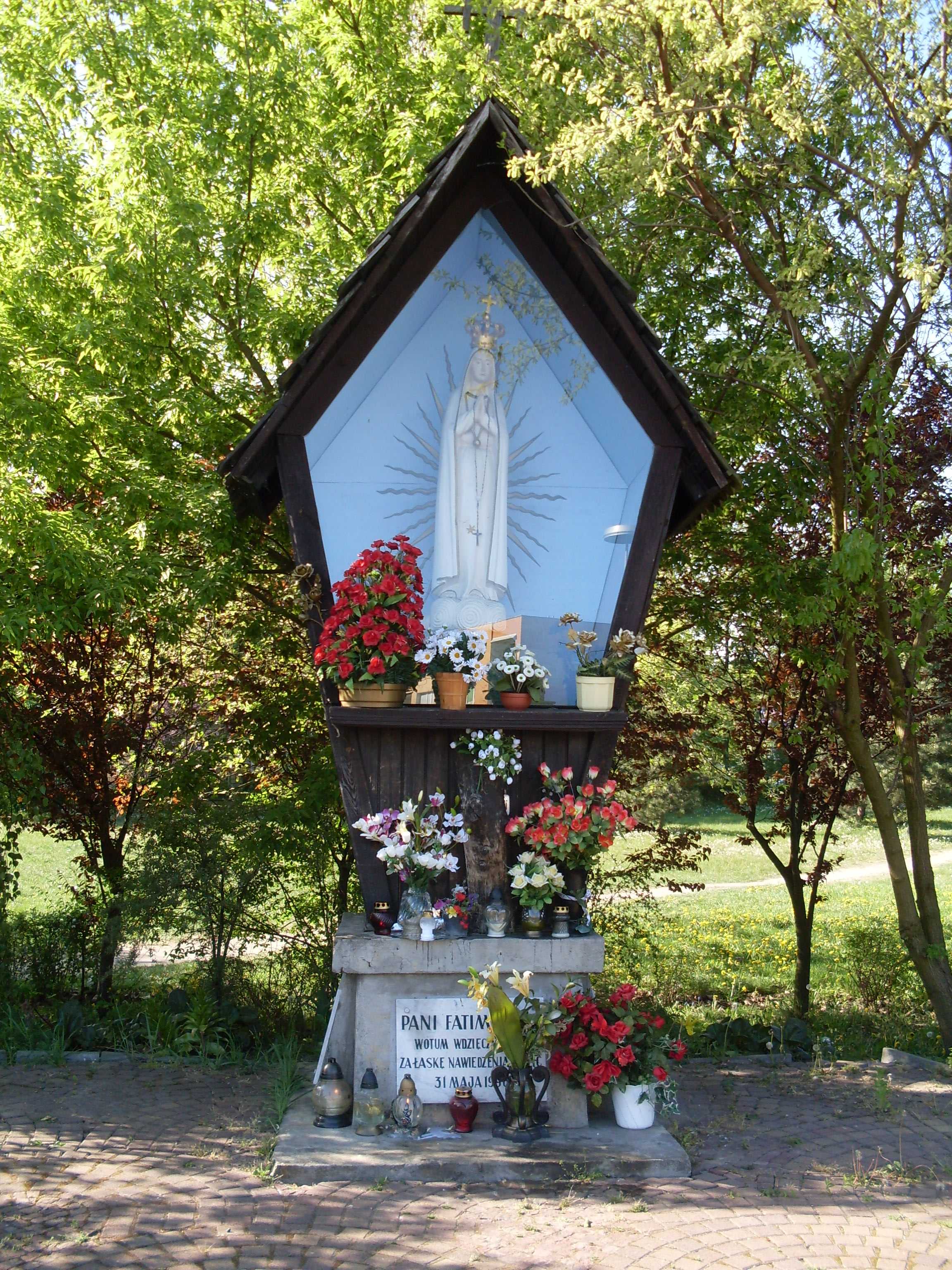
Kapliczka fatimska
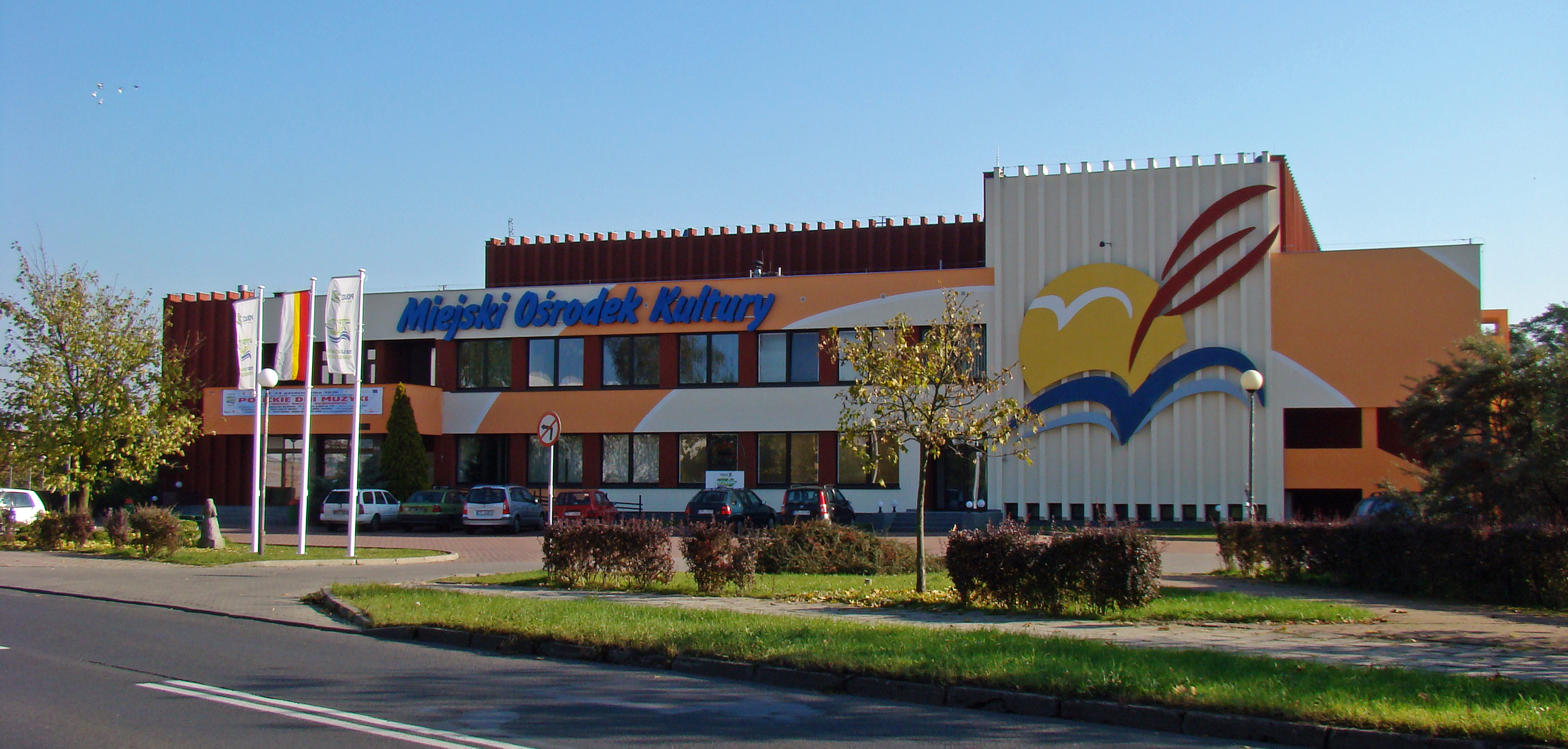
Miejski Ośrodek Kultury
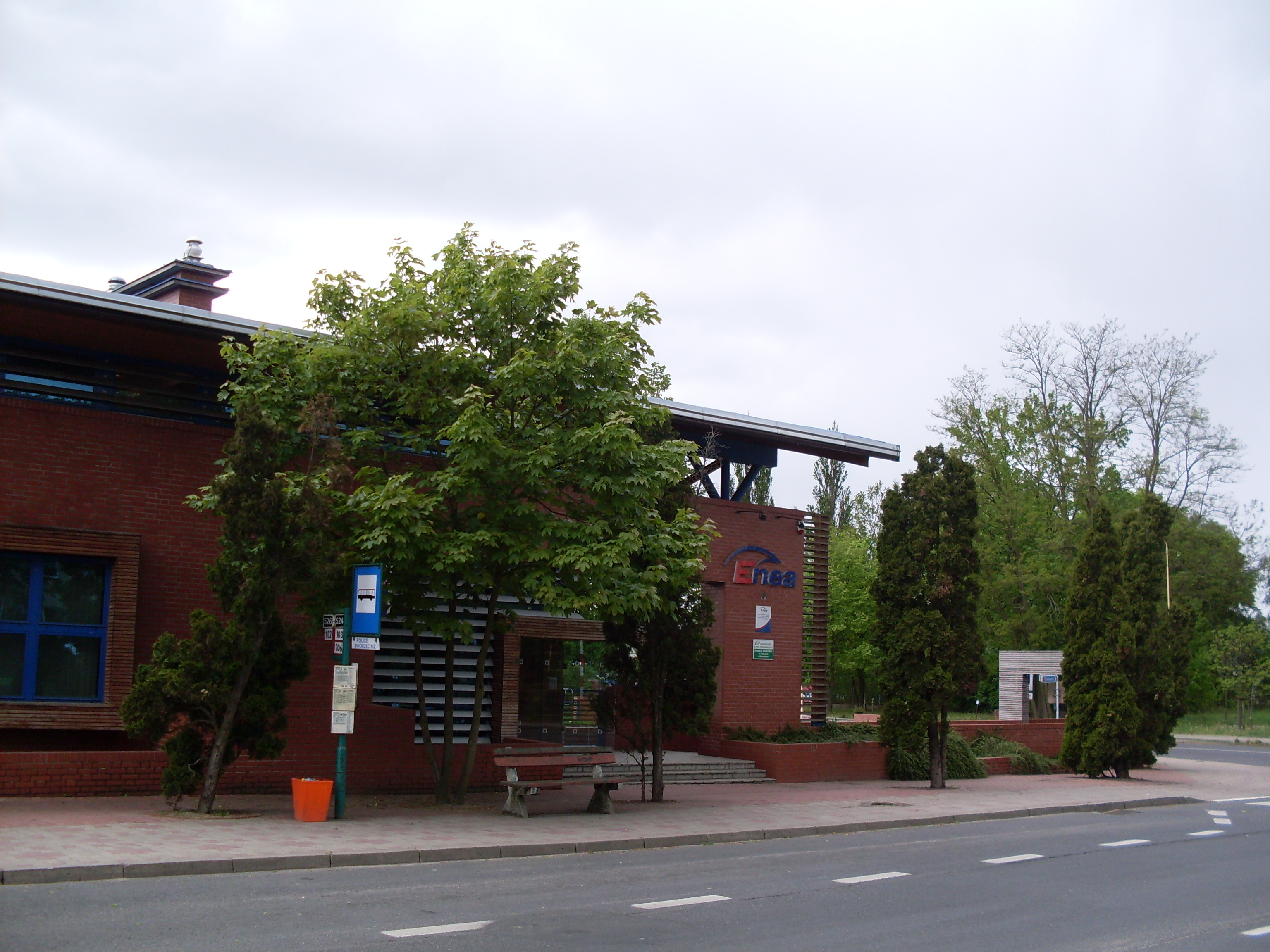
Przystanek autobusowy Police Dworzec nż
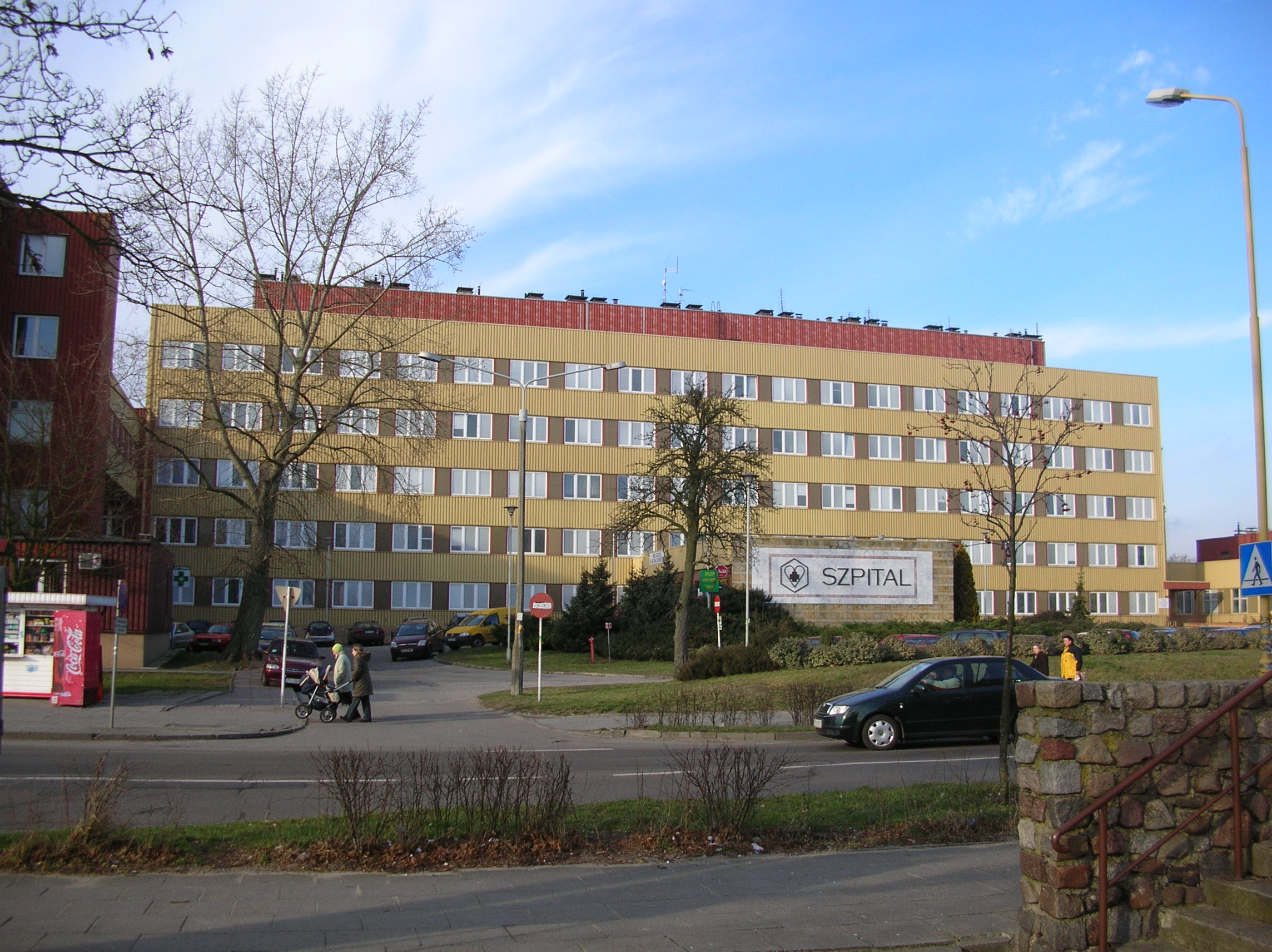
Szpital Pomorskiego Uniwersytetu Medycznego